# Parastratiosphecomyia
Parastratiosphecomyia Brunetti, 1923 è un genere di ditteri della famiglia Stratiomyidae, diffusi nel sud-est asiatico.

## Tassonomia
Comprende le seguenti specie:
- Parastratiosphecomyia stratiosphecomyioides Brunetti, 1923
- Parastratiosphecomyia szechuanensis Lindner, 1954
- Parastratiosphecomyia freidbergi Woodley, 2012
- Parastratiosphecomyia rozkosnyi Woodley, 2012